# Sanluri
Sanluri (sardisk: Seddòri) er en by og en kommune (comune) i provinsen Sud Sardegna i regionen Sardinien i Italien. Byen ligger i 135 meters højde og har 8.504 indbyggere (2016). Kommunen har et areal på 84,23 km² og grænser til kommunerne Furtei, Lunamatrona, Samassi, San Gavino Monreale, Sardara, Serramanna, Serrenti, Villacidro, Villamar og Villanovaforru.